# نيو ميتال
نيو ميتال (Nu Metal) أي الميتال الحديث/الجديد، هو نوع من أنواع موسيقى الميتال، وقد تأصل في أواسط التسعينيات. أساساً يدمج هذا النوع بين موسيقى الغرنج وموسيقى الميتال البديل (ألتيرناتيف ميتال)، وأنواع أخرى من الهيفي ميتال، خصوصاً الثراش ميتال. من أشهر الفرق التي تعزف نيو ميتال كورن Korn وليمب بيزكيت Limp Bizkit ولينكين بارك Linkin Park.